# 심통원 선생 묘 및 신도비
심통원 선생 묘 및 신도비는 대한민국 경기도 포천시 소흘읍 이곡리에 있다. 1986년 4월 9일 포천시의 향토유적 제15호로 지정되었다.

## 개요
조선전기 문신 심통원의 묘이다.

## 같이 보기
- 심통원